# Липинська сільська рада (Городницький район)
Липинська сільська рада (до 1927 року — Ковалевицька сільська рада) — колишня адміністративно-територіальна одиниця та орган місцевого самоврядування в Городницькому районі Житомирської й Коростенської округ, Київської та Житомирської областей Української РСР з адміністративним центром у селі Липине (до 1927 року — с. Ковалевичі).

## Населені пункти
Сільській раді на час ліквідації були підпорядковані населені пункти:
- с. Ковалевичі
- с. Липине
- х. Гутнисько

## Населення
Кількість населення ради, станом на 1923 рік, становила 700 осіб, кількість дворів — 90, у 1924 році налічувалося 730 осіб.
У 1926 році чисельність населення сільської ради становила 500 осіб.
Кількість населення ради, станом на 1931 рік, становила 947 осіб.

## Історія та адміністративний устрій
Створена 1923 року, з назвою Ковалевицька сільська рада, в складі сіл Ковалевичі, Липино та хутора Гутнисько Городницької волості Новоград-Волинського повіту Волинської губернії. 7 березня 1923 року увійшла до складу новоствореного Городницького району Житомирської округи. 13 липня 1927 року адміністративний центр ради перенесено до с. Липино з перейменуванням ради на Липинську. У 1941 році до складу ради передано х. Липник Осовської сільської ради Городницького району; відновлено Ковалевицьку сільську управу в складі с. Ковалевичі та х. Гутнисько, котра в списку сільських рад 1 вересня 1946 року не числиться.
Станом на 1 вересня 1946 року сільська рада входила до складу Городницького району Житомирської області, на обліку в раді перебували с. Липине та хутори Гутнисько і Ковалевичі.
У 1952 році х. Липник переданий до складу Березниківської сільської ради Городницького району.
Ліквідована 11 серпня 1954 року, відповідно до указу Президії Верховної ради Української РСР «Про укрупнення сільських рад по Житомирській області», територію та населені пункти приєднано до складу Дубницької сільської ради Городницького району Житомирської області.